# PJ Sin Suela
Pedro Juan Vázquez Bragan (nacido 5 de agosto de 1989), conocido profesionalmente como PJ Sin Suela, es un rapero y médico puertorriqueño. Se graduó de la escuela médica en 2015 antes de perseguir una carrera musical. Está reconocido por sus letras socialmente conscientes y sus colaboraciones con grandes artistas como Jorge Drexler, Residente, Ana Tijoux y Bad Bunny, Ñejo y DJ Nelson en el sencillo "Cual Es Tu Plan?" que alcanzó el número 13 en la lista de Billboard de Hot Latin Songs en agosto de 2018.La canción también alcanzó número 17 en la lista Latin Digital Sales de Billboard.El 1 de mayo de 2025, PJ se estrenó en el Tiny Desk de NPR haciendo historia como el primer artista en llevar a una intérprete de LSA a dicha plataforma. 

## Vida y carrera
PJ Sin Suela nació en El Bronx,Nueva York el 5 de agosto de 1989 pero se crío en Ponce,Puerto Rico. Su padre, Wilfredo Vázquez Olivencia es de Yauco, Puerto Rico y su madre, Frances Bragan Valdejuly es de Ponce y es escritora de libros de niños. Desde pequeño hacía que PJ buscara rimas para prosas y le inculcó el interés por la música, ya que tocaba la guitarra. Obtuvo una reputación en el colegio de rapear en frente de sus amigos durante el almuerzo. Se graduó de escuela médica en Universidad Central del Caribe en 2015, después de que decidió perseguir la música como carrera.Inicialmente empezó a actuar con el plan de único haciendo tan para un año, pero notó que el dinero generado de sus rendimientos le dejaron pagar su alquiler. Desde entonces, ha declarado que después de su éxito en su carrera, "no se ve en un hospital" pero tiene planes para dar conferencias y clases educativas sobre la medicina.
Cuando su carrera obtenía tracción, PJ Sin Suela se dio cuenta de la crisis en su país natal y proporcionaba asistencia médica a la gente puertorriqueña después de que Huracán Maria en 2017. En agosto de 2018, su colaboración con Bad Bunny y Ñejo en el sencillo "Cual Es Tu Plan?" alcanzó el número 13 en la lista de Billboard de Hot Latin Songs en agosto de 2018 y número 17 en la lista Latin Digital Sales de Billboard. En septiembre de 2018, el artista sirvió como el acto de apertura para el rapero puertorriqueño Residente. Aquel mes, apareció junto con muchas artistas puertorriqueñas en la canción "A Forgotten Spot" de Lin-Manuel Miranda. La revista Billboard le nombró a PJ Sin Suela como uno de "10 artistas latinos para mirar en 2019". En julio de 2019, participó en protestas en Puerto Rico exigiendo la renuncia del gobernador Ricardo Rosselló. En agosto de 2019, libere el remix de su sencillo "La Pelúa" con Guaynaa, Jon Z y Rafa Pabón. En diciembre de 2020, lanzó el primer sencillo de su próximo álbum, una canción colaborativo titulado "Por Ti" con Beto Montenegro, el cantante de la banda venezolana Rawayana. En Marzo 2020, colaboró con el músico uruguayo Jorge Drexler en la canción "Loco Loquito".
En mayo 2020, PJ Sin Suela, decide dejar su carrera como músico para trabajar como médico en el hospital San Cristóbal en su pueblo natal de Ponce, Puerto Rico. PJ estuvo sobre un 15 meses sin sacar música y atendió múltiples pacientes de Covid-19, el síndrome de Steven Johnson, osteomyelitis, cáncer, diabetes y otras condiciones como ha dejado saber en entrevistas. PJ a dicho que el siempre supo que volvería a la medicina ya que el camino le había dejado "migajas" y señales. Lo explicó en una entrevista con Chente Ydrach donde habla de darle CPR o reanimación cardiopulmonar a un señor en el hospital de Chicago en su primera gira como solista en el año 2019. También estuvo en una balacera en la calle Loiza, Puerto Rico, donde tuvo que estabilizar y montar en una ambulancia a un paciente que fue herido por una bala.
En el 2021, PJ SIN SUELA volvió con su primer disco, De Vuelta A Casa, con grande colaboraciones como lo son Residente, Pedro Capó, Kiko El Crazy, Bebo Dumont, entre otros.

## Estilo musical
PJ Sin Suela cita Vico C, OutKast, Joaquín Sabina, Blink-182, Calle 13, y Eminem como influencias. Su música habla de temas sociales y políticos, y uno de sus objetivos como artista es "hacer un cambio social positivo en el mundo". Su canción "Mueve la Chola" critica a la violencia y fue inspirado por una experiencia del rapero ayudar a una víctima de un tiroteo a una ambulancia. El vídeo que acompaña la canción presenta 60 mujeres haciendo una sincronía de labios con las letras a la canción.

## Discografía
- Letra Pa' tu Coco (2015)
- De Vuelta A Casa (2021)
- Chinchorreo Vol. 1 (2023)
- En Vivo (2023)